# Terry Pollard
Terry Jean Pollard (* 15. August 1931 in Detroit; † 16. Dezember 2009) war eine US-amerikanische Vibraphonistin und Pianistin des Modern Jazz.

## Leben und Wirken
Terry Pollard war lediglich in den 1950er Jahren für kurze Zeit in der Jazzszene aktiv; sie wirkte ab 1948 in Bands ihrer Heimatstadt mit, 1948 und 1952/1953 war sie bei Billy Mitchell tätig, außerdem bei Johnny Hill (1948/1949) und Emmit Slay (1950–1952). Einen größeren Bekanntheitsgrad brachte ihre Mitgliedschaft im Quartett von Terry Gibbs, in der sie sowohl Piano als auch Vibraphon spielte; mit ihm bildete sie auch ein Vibraphon-Duo. Jutta Hipp nennt sie in einer Ausgabe des Jazz Podium von 1954 in einem Artikel zu Frauen in der Jazzmusik neben Lorraine Geller und Elli Frankel als führende Jazzmusikerinnen.
Pollard war an Schallplatten-Aufnahmen von Gibbs und von Dick Garcia beteiligt. 1955 nahm die auf dem Label Bethlehem Records ein Album unter eigenem Namen auf. Im Jahr 1957 zog sie sich von der Jazzszene zurück, um sich um ihre Familie zu kümmern. 1958/1959 entstanden noch Aufnahmen mit Yusef Lateef, 1961 mit Dorothy Ashby. Nach Scott Yanow ist Pollards Vibraphonstil ähnlich dem von Bobby Hutcherson, Milt Jackson und Karl Berger; ihr Pianostil erinnert an Patti Bown und Beryl Booker und ist von Bud Powell beeinflusst. Mit Beryl Booker nahm sie 1954 Cats vs. Chicks auf, in der ein Frauen-Septett (neben Booker und Pollard Norma Carson tr, Corky Hecht Harfe, Mary Osborne g, Elaine Leighton dr, Bonnie Wetzel b) gegen ein Männer-Septett unter Clark Terry antritt (organisiert von Leonard Feather bei MGM Records).

## Lexigraphischer Eintrag
- Carlo Bohländer, Karl Heinz Holler: Reclams Jazzführer (= Reclams Universalbibliothek. Nr. 10185). 2., revidierte und erweiterte Auflage. Reclam, Stuttgart 1977, ISBN 3-15-010185-9.